# Bala Garba-Jahumpa
Bala Ibrahima Muhamadu Garba-Jahumpa (* 20. Juli 1958 in Bathurst, heute Banjul) ist ein Politiker des westafrikanischen Staates Gambia. Er hatte unter der Regierung von Präsident Yahya Jammeh diverse Ministerämter und Botschafterposten inne.

## Leben
Garba-Jahumpa ist Sohn von Ibrahima Momodou Garba-Jahumpa, die Politikerin Fatoumatta Jahumpa-Ceesay ist seine Halbschwester. Nach seiner Schulbildung verbrachte Garba-Jahumpa die Jahre 1975 bis 1977 in den Vereinigten Staaten auf der Suffield Academy und besuchte anschließend bis 1980 die Elitehochschule Vassar College. Dort erwarb er einen Bachelor in Internationale Beziehungen und Politikwissenschaft.
1981 trat er in den Staatsdienst von Gambia ein und arbeitete im Landwirtschaftsministerium. 1982 wechselte er ins Außenministerium. Dort bereitete er beispielsweise die Reden des Ministers vor. Dann ging er von 1984 bis 1985 nach Washington, D.C., um für den gambischen Botschafter in den Vereinigten Staaten zu arbeiten. 1986 kehrte er nach Gambia zurück und arbeitete hier wieder im Staatsdienst.
Garba-Jahumpa wurde 1994 kurz nach dem Militärputsch unter der Führung des heutigen Staatspräsidenten Yahya Jammeh zum Finanz- und Wirtschaftsminister (englisch Minister of Finance and Economic Affairs) ernannt. Am 20. März 1995 wechselte er ins Ministerium für Handel, Industrie und Arbeit (englisch Minister of Trade, Industry and Employment), blieb dort aber nur kurz und war ab dem 5. Juli 1995 wieder für das Ressort Finanzen und Wirtschaft verantwortlich.
Vom Juli 1997 bis zum Mai 1999 war er stellvertretender Hochkommissar der Gambia High Commission London und anschließend bis zum Juni 2001 Hochkommissar. Am 21. Juni 2003 wurde er zum Botschafter in Kuba ernannt, blieb aber in dieser Funktion nur bis zum September und wurde dann im Oktober zum Minister für Bauwesen und Verkehrsinfrastruktur (englisch Secretary of State for Works, Construction and Infrastructure) ernannt.
Am 19. Oktober 2006 wurde Maba Jobe im Rahmen einer Kabinettsumbildung als neuer Außenminister von Gambia angekündigt. Jammeh erklärte die Ernennung aber am 25. Oktober für nichtig und ordnete stattdessen Bala Garba-Jahumpa dem Ressort des Außenministeriums zu.
Am 13. September 2007 wurde Garba-Jahumpa als neuer Botschafter in Venezuela vorgesehen. Als neuer Außenminister wurde Crispin Grey-Johnson bestimmt. Am 3. Oktober wurde er mit anderen Mitarbeitern des Außenministeriums zu einer Befragung wegen eines Pass-Betruges gebracht. Der Vorwurf wurde aber fallengelassen. Bis November 2012 war Botschafter in Venezuela. 
Mit seiner Abberufung wurde er von Präsident Jammeh zum Minister für Information und Kommunikationsinfrastruktur ernannt. Nur zwei Wochen später wurde ihm das Ressort wieder entzogen und er wurde stattdessen zum Minister für Gesundheit und Soziales ernannt. Im August 2013 wurde er aus diesem Ministeramt entlassen und stattdessen zum Minister für Verkehr, Bauwesen und Infrastruktur ernannt. Der nächste Wechsel im Ministeramt folgte im August 2014, als er zum Außenminister ernannt wurde. Schon im Januar 2015 wurde ihm dieses Ministerium wieder entzogen und er wurde wieder Minister für Verkehr, Bauwesen und Infrastruktur. Dieses Amt hatte er bis zu seiner Berufung als Hochkommissar Gambias in Indien im Juli 2016 inne. Nur zwei Monate später wurde er jedoch wieder zum Minister für Verkehr, Bauwesen und Infrastruktur ernannt. Er verlor sein Ministeramt nach dem Sieg von Adama Barrow bei der Präsidentschaftswahl 2016.
Um 2016 war er Generalsekretär von Jammehs APRC und dessen Wahlkampfmanager.
Im August 2022 kündigte an, bei den nächsten Bürgermeisterwahlen der Hauptstadt Banjul als Kandidat für die APRC antreten zu wollen.

## Auszeichnungen und Ehrungen
- 2016 – July 22nd Revolution Award[16]